# Valerian von Magnis

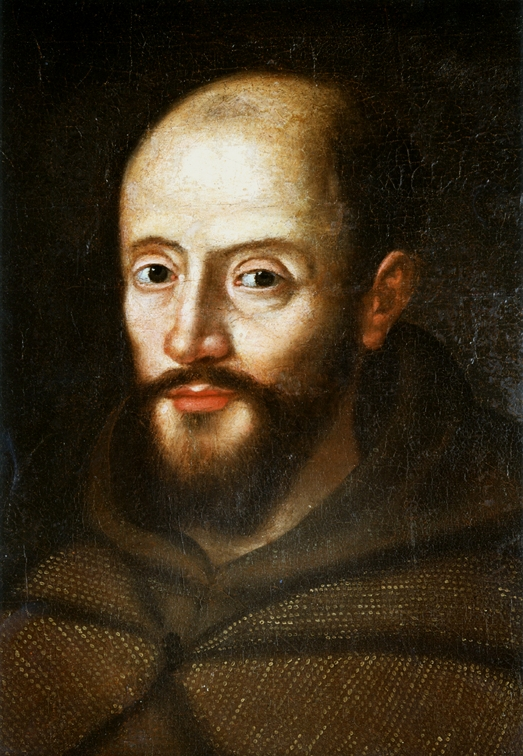
Valerian von Magnis, etwa 1624, Nationalmuseum Warschau

Valerian von Magnis, OFMCap, (* 15. Oktober 1586 in Mailand als Maximilian de Magni; † 29. Juli 1661 in Salzburg) war Provinzial der österreichisch-böhmischen Ordensprovinz der Kapuziner und Diplomat.

## Leben
Seine Eltern, die beide einer Mailänder Kaufmannsfamilie entstammten, waren Constantin von Magnis (1527–1606), Kaiserlicher Rat in Wien, und Octavia (um 1562–nach 1616), Tochter des Giovanni Paolo Carcassola. 1588 übersiedelte die Familie nach Prag, wo 1598 sein Bruder Franz geboren wurde.
Maximilian von Magnis trat 1602 in Prag in den Kapuzinerorden ein und nahm den Vornamen Valerian (Valerianus a Milano) an. Nach der Priesterweihe wurde er ein bekannter Prediger und philosophischer Lektor und erreichte durch seine Lehre das Wohlwollen des Kaisers. Schon bald wurde er Provinzial der österreichisch-böhmischen Ordensprovinz und wirkte daneben für den Kaiser und andere europäische Fürsten als Ratgeber. 1616 übertrug ihm der polnische König Sigismund III. die Kapuzinermission in seinem Land. 1621 sandte ihn Kaiser Ferdinand II. mit einer diplomatischen Mission nach Frankreich. 1622–1623 zählte er zu den Ratgebern des Herzogs Maximilian I. von Bayern und erreichte für diesen in Paris die Unterstützung für die bayerische Kurwürde. Nach der Schlacht am Weißen Berge unterstützte er 1623–1634 den Prager Erzbischof Ernst Adalbert von Harrach bei der Rekatholisierung der Bevölkerung und bei diözesanen Reformen. Im Auftrag des Kaisers nahm er 1630 an den Verhandlungen mit Kardinal Richelieu über die Erbnachfolge in Mantua teil. 1635 wirkte er als theologischer Gutachter bei den Verhandlungen um den Prager Frieden und seit 1645 als Apostolischer Missionar für Kursachsen, Hessen, Brandenburg und Danzig. 1650–1652 erreichte er die Konversion des Landgrafen Ernst von Hessen-Rheinfeld und seiner Gemahlin.
Nachdem die Prager Universität 1623 an die Jesuiten übergegangen war, nahm er gegen die Jesuiten eine ablehnende Haltung ein, als deren Folge er 1661 gegen sie eine Schrift verfasste. Daraufhin wurde er in Wien in Haft genommen. Auf Fürsprache hoher Persönlichkeiten wurde er aus der Haft entlassen und zog sich nach Salzburg zurück. Dort verstarb er im selben Jahre.

## Werke
- De luce mentium (1642)
- Principia et specimen philosophiae (1652)
- Opus philosophicum (1660)
- Acta disputationis habitae Rheinfelsae apud S. Goarem (1652)
- Christiana et catholica defensio, Adversum Societatem Jesu haeresi vel atheismo infectam (1661)